# Francis Ramacciotti
Francis Ramacciotti (* ca. 1826 in Livorno, Italien; † 13. Juni 1891 in Manhattan) war ein in Italien geborener Erfinder, der in den USA einen bedeutenden Hersteller von Klaviersaiten gründete.

## Leben

### Karriere
Ramacciotti soll Berichten zufolge mit Garibaldi assoziiert gewesen sein und einen militärischen Rang bekleidet haben. Ramaciotti wanderte 1848 in die USA aus und zog nach Buffalo, New York. Dort absolvierte er eine Lehre in einer Klavierfirma, bevor er 1852 sein eigenes Unternehmen für Klaviersaiten, die F. Ramacciotti Company, gründete. Während seiner Zeit in Buffalo spielte Ramaciotti Fagott als Mitglied des Metropolitan Theater Orchestra unter der Leitung von Albert Benjamin Poppendorf (1819–1900).
Ramacciotti heiratete am 12. Juni 1852 in Buffalo Rachel Caroline Rendt (1833–1914) aus Detroit. Das Paar hatte fünf Kinder:
- Italo Francis Ramacciotti (1853–1911)
- Hugo Louis Ramacciotti (1855–1907)
- Alberto „Albert“ De M. Ramacciotti (1857–1926)
- Eugenia W. Ramacciotti (1860–1938; verheiratet mit Edward G. Johnson)
- Emma Serena Ramacciotti (1869–1963; verheiratet mit Milton Lockwood Bouden; 1866–1938)

1867 verlegte Ramaciotti sein Unternehmen nach New York City. Er erfand und patentierte die erste moderne Basssaite für das Klavier. Zuvor wurden Klaviersaiten aus Eisenwicklung über Eisen verwendet. Diese moderne Erfindung nutzte eine spezielle neue Maschine, die Kupferwicklung über Eisen verwendete. Das Unternehmen gehörte für mehrere Jahrzehnte zu den Top-Herstellern von Klaviersaiten weltweit.
1891 starb Francis Ramacciotti. Sein Sohn Albert übernahm im folgenden Jahr das Unternehmen. Albert erweiterte es zu einem der drei führenden Saitenhersteller des Landes.

## Patente
- 1883: US 280512 A – „Drehmaschine zum Aufwickeln von Klaviersaiten“[3][4][5]
- 1893: US 508974 A – „Maschine zum Verformen von Draht für Musikinstrumente“[6][7]
- 1902: US 740918 A – „Bass-Saiten für Klaviere oder andere Musikinstrumente“[8][9]